# Platja de sa Tuna
La platja de sa Tuna és una platja semi-urbana situada al nucli de població de sa Tuna, barri marítim del municipi de Begur (Baix Empordà), amb antigues cases de pescadors. Està encaixada a la cala sa Tuna, enmig del rocallós tram de costa corresponent a les muntanyes de Begur. Orientada al nord-est, té una longitud de 91 m i una amplada mitjana de 18 m, formada per sorres gruixudes, graves i còdols. El pendent d'entrada a l'aigua és molt fort. Acostuma a haver barques varades a la sorra. L'accés és per una carretera sinuosa. Pel camí de ronda s'arriba a la platja de s'Eixugador.
L'Agència Catalana de l'Aigua efectua un control setmanal de la qualitat de l'aigua, durant la temporada de bany, amb el resultat d'excel·lent.